# Erich Kettelhut
Erich Kettelhut (né le 1er novembre 1893 à Berlin, mort le 13 mars 1979 à Hambourg) est un décorateur et scénographe allemand.

## Biographie
Il est formé comme peintre de théâtre à l'Opéra allemand de Berlin et aussi, entre autres, à Aix-La-Chapelle. Il vient au cinéma en 1919 dans les productions de Joe May. En collaboration avec Martin Jacoby-Boy, Otto Hunte et Karl Vollbrecht, il conçoit les décors exotiques de Die Herrin der Welt et de Le Tombeau hindou. Dans les années 1920, Kettelhut collabore avec Fritz Lang.

## Filmographie partielle
- 1919  : Die Herrin der Welt (8 parties) de Joe May[1], Josef Klein[2], Uwe Jens Krafft [3] et Karl Gerhardt [4]
- 1920 : Die Schuld der Lavinia Morland
- 1921 : Le Tombeau hindou de Joe May
- 1922 : Docteur Mabuse le joueur de Fritz Lang
- 1923 : Tragödie der Liebe de Joe May
- 1924 : Les Nibelungen de Fritz Lang
- 1927 : Metropolis de Fritz Lang
- 1927 :  Der Sohn der Hagar
- 1927 : Das tanzende Wien
- 1929 : Asphalte de Joe May
- 1929 : Fräulein Else
- 1929 : Mélodie du cœur de Hanns Schwarz
- 1930 : Aimé des dieux de Hanns Schwarz
- 1930 : Le Cambrioleur (Einbrecher) de Hanns Schwarz
- 1931 : Sur le pavé de Berlin de Phil Jutzi
- 1931 : Autour d'une enquête de Robert Siodmak
- 1931 : Bombes sur Monte-Carlo (Bomben auf Monte Carlo) de Hanns Schwarz
- 1932 : Le Vainqueur de Hans Hinrich et Paul Martin
- 1932 : Quick de Robert Siodmak
- 1932 : Ein blonder Traum de Paul Martin
- 1932 : F.P.1 antwortet nicht de Karl Hartl
- 1933 : Kind, ich freu' mich auf Dein Kommen
- 1933 : Die schönen Tage von Aranjuez
- 1934 : La Jeune Fille d'une nuit (Die Töchter ihrer Exzellenz) de Reinhold Schünzel et Roger Le Bon
- 1934 : Die Freundin eines großen Mannes
- 1934 : Fürst Woronzeff
- 1934 : Spiel mit dem Feuer
- 1935 : Schwarze Rosen
- 1935 : Frischer Wind aus Kanada
- 1936 : La Neuvième symphonie
- 1936 : Laissez faire les femmes (Glückskinder) de Paul Martin
- 1937 : Gasparone
- 1939 : Allô Janine
- 1939 : Meurtre au music-hall
- 1940 : Cora Terry
- 1941 : La Belle Diplomate de Georg Jacoby
- 1942 : Diesel
- 1943 : Du gehörst zu mir
- 1944 : La Femme de mes rêves de Georg Jacoby
- 1945 : Die Brüder Noltenius
- 1950 : Drei Mädchen spinnen
- 1951 : Sensation in San Remo
- 1951 : Die Csardasfürstin
- 1952 : Pension Schöller de Georg Jacoby
- 1953 : Masque en bleu
- 1953 : La Rose de Stamboul
- 1953 : Der Vetter aus Dingsda
- 1953 : Rote Rosen, rote Lippen, roter Wein de Paul Martin
- 1954 : Une histoire d'amour (Eine Liebesgeschichte) de Rudolf Jugert
- 1955 : Drei Mädels vom Rhein
- 1955 : Drei Tage Mittelarrest
- 1956 : Das Mädchen Marion
- 1956 : Made in Germany
- 1957 : UB 55, corsaire de l'océan (de)
- 1957 : Von allen geliebt
- 1958 : Avouez, docteur Corda!
- 1958 : U 47 – Kapitänleutnant Prien de Harald Reinl
- 1959 : Marili
- 1959 : Bobby Dodd greift ein
- 1959 : Der Mann, der sich verkaufte (de)
- 1960 : Elle est bien bonne (Sturm im Wasserglas) de Josef von Báky
- 1960 : Le Diabolique Docteur Mabuse de Fritz Lang

## Source de la traduction
- (de) Cet article est partiellement ou en totalité issu de l’article de Wikipédia en allemand intitulé « Erich Kettelhut » (voir la liste des auteurs).